# Grotte Bátori
La grotte Bátori (en hongrois : Bátori-barlang), connue également sous les noms de grotte de Hárs-hegy (Hárs-hegyi-barlang), grotte Aranka (Aranka-barlang) ou sous les orthographes Báthory et Báthori, constitue une réserve naturelle d'intérêt local, située à Budapest sous Nagy-Hárs-hegy.
Selon la tradition, un moine paulin, László Bátori y a vécu en ermite de 1437 à 1457 et y a traduit en hongrois la Bible et des vies de saints, ce qui constituerait alors la première traduction hongroise de la Bible après la Bible hussite (1420-1430 environ) rattachée au mouvement hussite hongrois. Le codex Jordánszky de 1516-1519, conservé à la bibliothèque d'Esztergom (Főszékesegyházi Könyvtár), est peut-être la copie de la Bible hongroise de Bátori.